# Pino Cerami

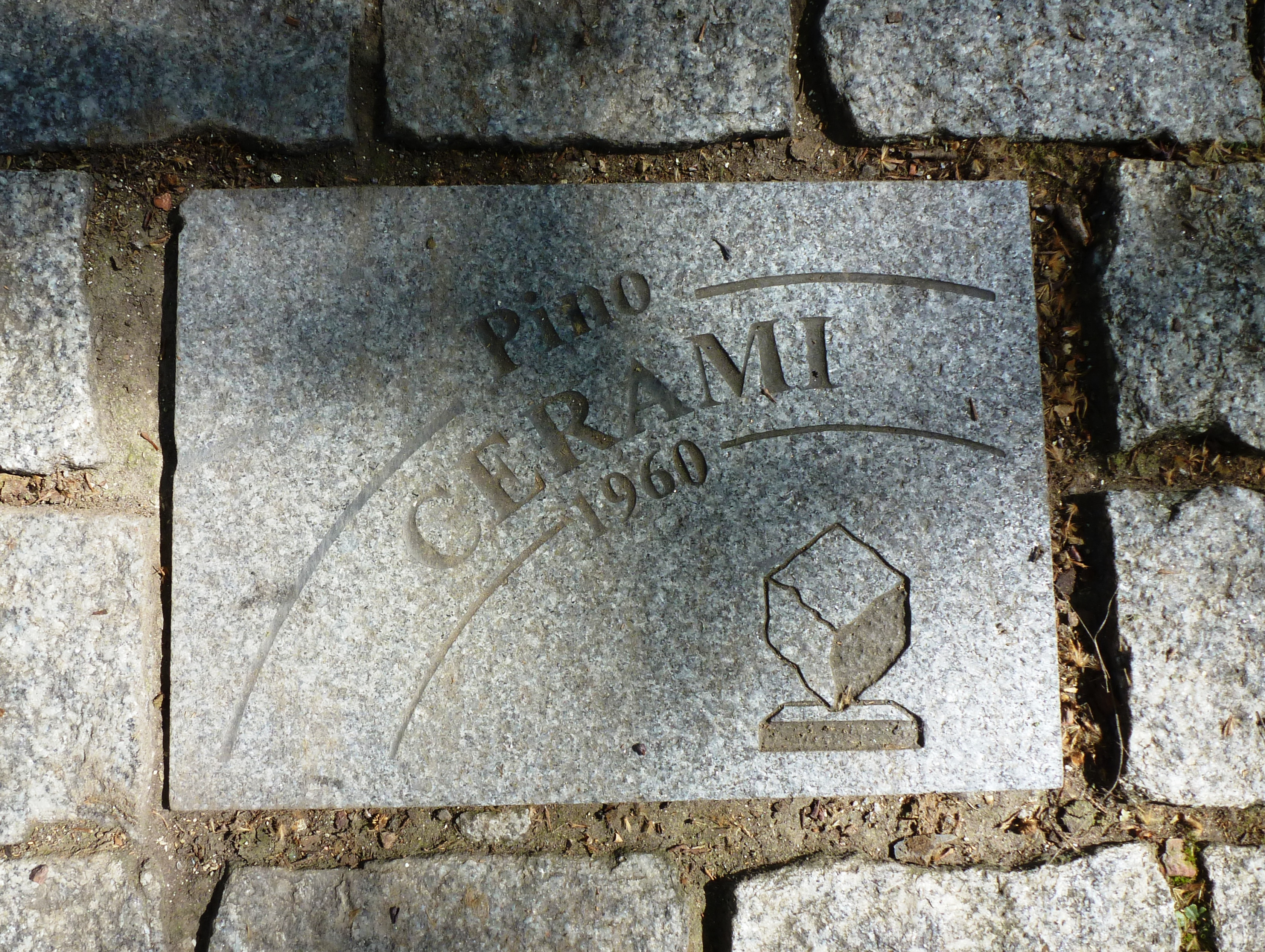
Pflasterstein zu Ehren von Pino Cerami auf der Allée Charles Crupelandt in Roubaix

Giuseppe „Pino“ Cerami (* 28. April 1922 in Misterbianco, Italien; † 20. September 2014 in Gerpinnes) war ein italienisch-belgischer Radrennfahrer.

## Sportliche Laufbahn
Pino Cerami wurde in Ministerbianco, einer Vorstadt von Catania auf Sizilien, geboren. Als er fünf Jahre alt war, verließ seine Familie – er hatte noch einen älteren Bruder – Italien. Ihr eigentliches Ziel waren die USA, doch wegen fehlender Papiere landete die Familie zunächst in Frankreich, später in der Nähe von Charleroi in Belgien. Der Vater, der verschiedenen Tätigkeiten nachging, war ein Radsportfan und las regelmäßig die Radsportzeitung L’Auto. Pino Cerami begann im Alter von elf Jahren mit dem Radsport und fuhr nach Abschluss der Schule mit dem Fahrrad zur Arbeit in einer Glasfabrik in Charleroi. Nach anderen Darstellungen soll er in der Wallonie auch im Kohlebergbau gearbeitet haben. 1956 nahm er die belgische Staatsbürgerschaft an.
Ab 1947 konzentrierte sich Cerami auf seine Radsportlaufbahn und startete zunächst für ein Jahr als Unabhängiger, nachdem er ein Jahr lang auch in Deutschland gearbeitet hatte. Bis 1964 war er als Profi-Rennfahrer aktiv. In dieser Zeit gewann er zahlreiche kleinere Rennen, Kriterien und Etappen von Rundfahrten; insgesamt errang er 56 Siege. Sechsmal platzierte er sich bei der Belgien-Rundfahrt unter den besten Zehn, 1957 war er der Sieger.
Seine größten Erfolge waren der jeweilige Sieg bei Paris–Roubaix und der Flèche Wallonne 1960. Im selben Jahr wurde er Dritter der Straßen-WM auf dem Sachsenring. Bei der Tour de France 1963 gewann Cerami im Alter von 41 Jahren die neunte Etappe und ist damit der älteste Fahrer, dem das bisher gelang (Stand 2017). Pino Cerami starb 2014 im Alter von 92 Jahren nach langer schwerer Krankheit.

## Ehrungen
Zwei Tage vor seinem Tod wurde er noch als „Officier van Waalse Verdienste“ ausgezeichnet, konnte diese Auszeichnung jedoch wegen seiner Erkrankung nicht mehr persönlich in Empfang nehmen.
Seit 1964 wird jährlich in der belgischen Provinz Hainaut das Eintagesrennen GP Pino Cerami ausgerichtet.

## Familie
Pino Ceramis gleichnamiger Neffe (* 1963) war von 1987 bis 1989 gleichfalls als professioneller Radrennfahrer aktiv.

## Erfolge
1951
- zwei Etappen Belgien-Rundfahrt
- Tour du Doubs

1954
- zwei Etappen Tour d’Europe

1955
- eine Etappe Tour de l’Ouest

1957
- Gesamtwertung und eine Etappe Belgien-Rundfahrt

1959
- eine Etappe Luxemburg-Rundfahrt

1960
- Weltmeisterschaft – Straßenrennen
- Paris–Roubaix
- La Flèche Wallonne

1961
- De Brabantse Pijl
- Antwerpen–Ougrée
- Paris–Brüssel

1962
- Antwerpen–Ougrée

1963
- eine Etappe Tour de France

## Wichtige Platzierungen
Grand Tours
| Grand Tour            | 1948 | 1949 | 1950 | 1951 | 1952 | 1953 | 1954 | 1955 | 1956 | 1957 | 1958 | 1959 | 1960 | 1961 | 1962 | 1963 |
| --------------------- | ---- | ---- | ---- | ---- | ---- | ---- | ---- | ---- | ---- | ---- | ---- | ---- | ---- | ---- | ---- | ---- |
| Vuelta a EspañaVuelta | –    | –    | –    | –    | –    | –    | –    | –    | –    | –    | –    | –    | –    | –    | –    | –    |
| Giro d’ItaliaGiro     | –    | 24   | –    | –    | –    | –    | –    | –    | –    | –    | –    | –    | –    | –    | –    | –    |
| Tour de FranceTour    | –    | DNF  | –    | –    | –    | –    | –    | –    | –    | 35   | DNF  | –    | –    | –    | 81   | DNF  |

Monumente des Radsports
| Monument                 | 1948 | 1949 | 1950 | 1951 | 1952 | 1953 | 1954 | 1955 | 1956 | 1957 | 1958 | 1959 | 1960 | 1961 | 1962 | 1963 |
| ------------------------ | ---- | ---- | ---- | ---- | ---- | ---- | ---- | ---- | ---- | ---- | ---- | ---- | ---- | ---- | ---- | ---- |
| Flandern-Rundfahrt       | –    | –    | –    | –    | –    | –    | –    | –    | –    | –    | 8    | –    | –    | –    | –    | –    |
| Paris–Roubaix            | 36   | –    | 49   | 40   | –    | 52   | –    | 58   | 25   | 34   | 16   | –    | 1    | 23   | 14   | –    |
| Lüttich–Bastogne–Lüttich | –    | 6    | 31   | 31   | 26   | –    | 10   | –    | –    | –    | –    | –    | –    | –    | –    | 2    |
| Lombardei-Rundfahrt      | –    | –    | –    | –    | –    | 2    | –    | –    | 7    | –    | –    | –    | –    | –    | –    | –    |